# Peter Anton von Frank
Peter Anton Frank, ab 1803 Freiherr von Frank (* 7. April 1746 in Aschaffenburg; † 12. September 1818 in Wien) war ein deutscher Rechtswissenschaftler, Historiker und Hochschullehrer.

## Leben
Frank absolvierte das Jesuitengymnasium Aschaffenburg, an dem er auch in die Philosophie eingeführt wurde. Ab 1764 schloss sich das Studium der Rechtswissenschaft an der Universität Mainz an, das er 1766/1767 an der Universität Würzburg fortsetzte. Anschließend war er 1768 in Göttingen, bevor er 1769 am Reichskammergericht in Wetzlar wirkte. Zum 24. Dezember 1770 erhielt er an der Rechtswissenschaftlichen Fakultät der Mainzer Universität eine Stelle als außerordentlicher Professor. An ihr wurde er im September 1771 zunächst zum Lic. iur. graduiert und am 5. September 1771 mit der Dissertation Jurisdictio supremorum imperii tribunalium in causis ecclesiasticis protestantium non magis, quam catholicorum fundata zum Doktor beider Rechte promoviert.
Frank nahm im April 1771 einen Ruf auf eine Stelle als ordentlicher Professor für Geschichte und deutsches Staats- und Lehnsrecht an die Universität Trier an. Dort erhielt er im selben Jahr den Titel Hofrat. 1775 wurde ihm außerdem die Leitung der Universitätsbibliothek Trier übertragen. 1777 verweilte er zu Forschungen an der Universität Erfurt. 1780 kehrte er an die Universität Mainz zurück, an der er eine Stelle als ordentlicher Professor für Reichsgeschichte und deutsches Staatsrecht erhielt. 1784 wurde er zudem zum kurmainzischen Hof- und Regierungsrat ernannt, 1789/1790 amtierte er als Prorektor an der Mainzer Hochschule.
Frank lernte 1790 bei der Kaiserwahl den Kaiser Leopold II. kennen, der ihn zum April 1791 nach Wien berief. Dort wurde er Geheimer Reichsreferendar und Hofrat bei der Reichshofkanzlei. Mit der Auflösung des Heiligen Römischen Reichs zog er sich ins Privatleben zurück und wirkte als Privatgelehrter, wobei er sich insbesondere auf dem Gebiet der Staatswissenschaft betätigte.
Frank wurde mehrfach für sein Wirken ausgezeichnet, so war er Inhaber des Komturkreuzes des Sankt Stephans-Ordens. 1803 wurde er in den erblichen Freiherrenstand erhoben.

## Schriften (Auswahl)
- Censvra Principii Ivrisdictio Svpremorvm Imperii Tribvnalivm In Cavsis Ecclesiasticis Protestantivm Non Magis, Qvam Catholicorvm, Fvndata, Akademischer Verlag, Mainz 1771.
- Gründlicher Beweis: daß dem hohen erzstiftischen Domkapitel von Trier die landesherrliche Zwischenregierung in dem mit dem Erzstifte auf ewig vereinigten Fürstenthume Prüm bey gehindertem, oder erledigtem erzbischöflichen Stuhle ausschliesslich zustehe, 1781.
- Grundbetrachtungen über Staat und Kirche nach natürlichen Rechtssätzen, Wailandt, Mainz 1784.
- Etwas über die Wahlkapitulationen in den geistlichen Wahlstaaten, Varrentrapp und Wenner, Frankfurt am Main 1788.
- Beyträge zu der beständigen Wahlkapitulation für das mainzische Erzstift, Frankfurt am Main 1789.